# Azizi Rahman
Azizi Rahman (* 30. November 2000 in Singapur), mit vollständigen Namen Muhammad Azizi bin Rahman, ist ein singapurischer Fußballspieler.

## Karriere
Azizi Rahman erlernte das Fußballspielen in der Jugendmannschaft von Balestier Khalsa. Hier unterschrieb er 2020 auch seinen ersten Vertrag. Der Verein spielte in der ersten Liga, der Singapore Premier League. Sein Erstligadebüt gab er am 1. März 2020 im Spiel gegen die Tampines Rovers. Hier wurde er in der 79. Minute für Aarish Kumar eingewechselt.